# Concejo Regional Golán

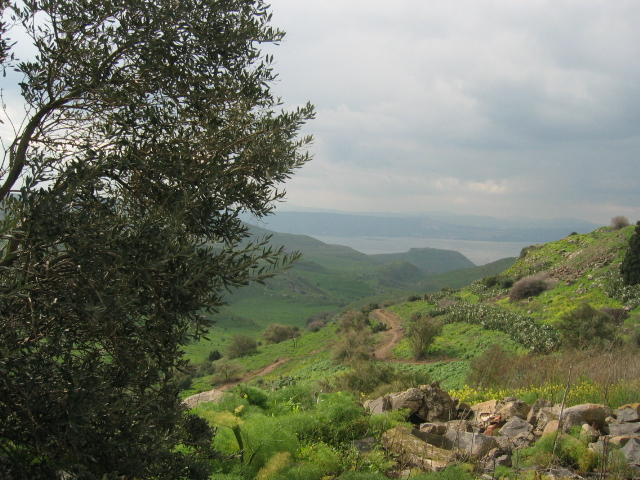
Paisaje típico del Concejo Regional del Golán.

El Concejo Regional del Golán (en hebreo: מועצה אזורית גולן) es un concejo regional donde se encuentra la práctica totalidad de los asentamientos israelíes situados en los Altos del Golán. Se compone de 19 de moshavim, 10 kibutzim, y otras poblaciones. La sede se encuentra en la ciudad de Katzrin, ciudad que es en sí misma un concejo local. El actual Jefe del Concejo es Eli Malka. 